# Pevnost Franzenfeste
Pevnost Franzenfeste (italsky Forte di Fortezza) je vojenská pevnost v blízkosti Brixenu v severní Itálii. Byla postavena v první polovině 19. století a měla za úkol chránit vstup nepřítele do Brennerského průsmyku. Byla pojmenována po rakouském císaři Františku I. Rozsáhlý komplex vojenských staveb je protkán dvojicí silničních a dvojicí železničních komunikací. Pevnost ani do jedné ze světových válek nezasáhla. V roce 2003 byla opuštěna armádou a stala se atraktivním turistickým cílem.

## Historie vzniku
Na počátku historie projektu byly tři historické události. V roce 1797 Napoleonova Italská armáda postupovala údolím řeky Isarco bez odporu do Rakouska. V roce 1809 byla v údolí nad městem Brixen zdecimována saská armáda tyrolskou, špatně vyzbrojenou, ale terénu dobře znalou domobranou. V roce 1830 revoluce v Paříži vyvolala v Evropě vlnu národně osvobozeneckých aktivit.
Těchto skutečností si byla dobře vědoma rakouská administrativa a byla nucena se vrátit k zapomenutým projektům na vytvoření hradebních systémů od Innu po Pád. Velkolepý projekt na vytvoření pevnostního uzávěru nad Brixenem vznikl v roce 1833 za vlády císaře Františka I., a to při uvolnění stejně velkolepých prostředků.

Plán požadoval více než 20 milionů cihel a 250 000 m3 žuly. Místo se stalo největším staveništěm v Evropě. Podle ročního období se počet dělníků pohyboval od 3500 po 5000. Cihly byly vyrobeny ve dvou pecích a na jejich výrobu se spotřebovalo 900 000 m3 hlíny a 300 000 běžných metrů palivového dříví. Všechny ostatní pevnosti se i mnohem později stavěly zděné z místního kamene (Rocchetta), za základní materiál této pevnosti byla určena žula, která se nacházela o 20 km dále. Volská a koňská spřežení o užitečné hmotnosti kolem osmi centů putovala s nákladem žulových bloků, cihel, dřeva, písku a vápna rychlostí 2 - 3 km/h. Vozy denně dopravovaly několik stovek plných nákladů.

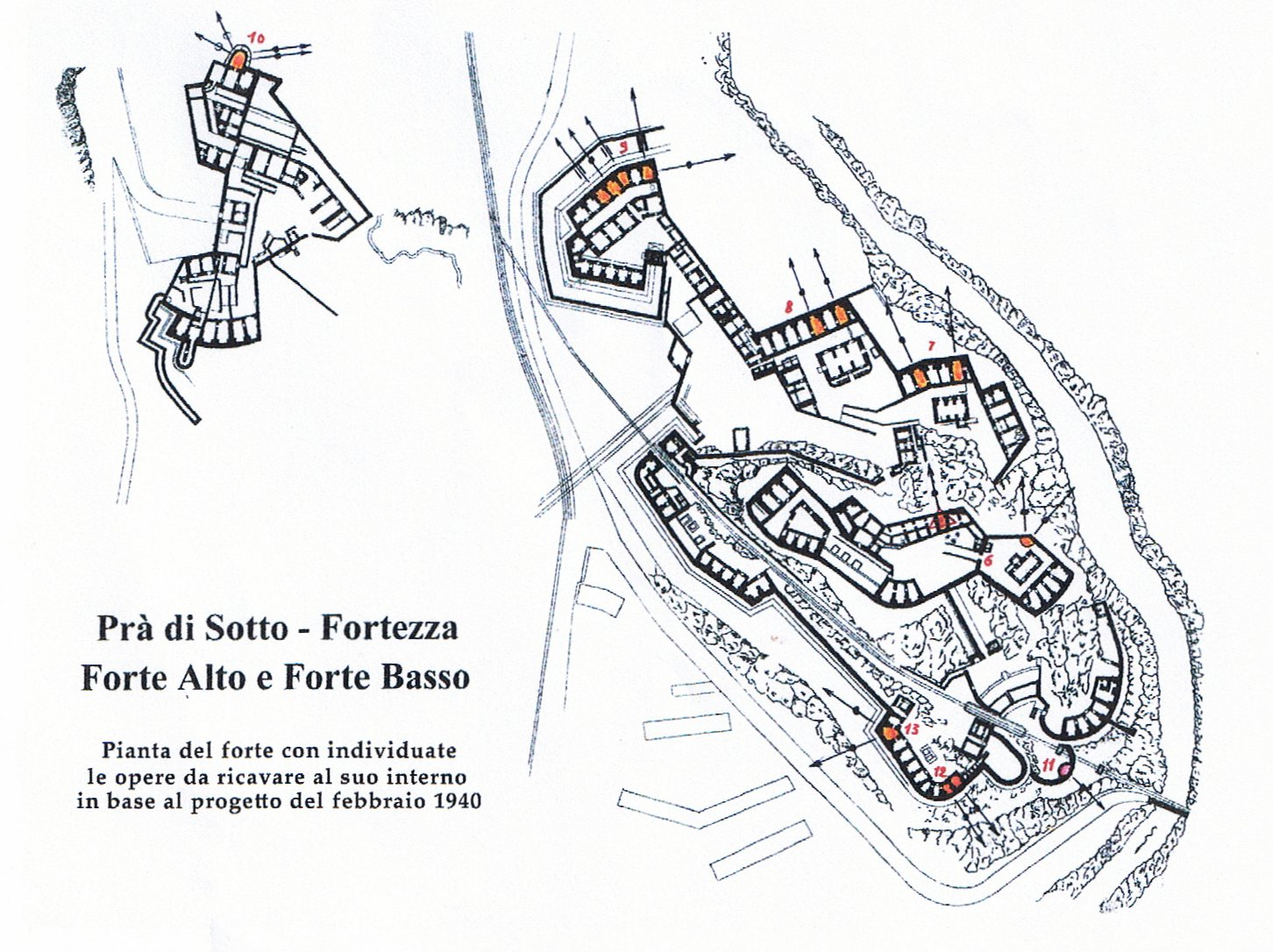
Půdorysné schéma již se železnicí

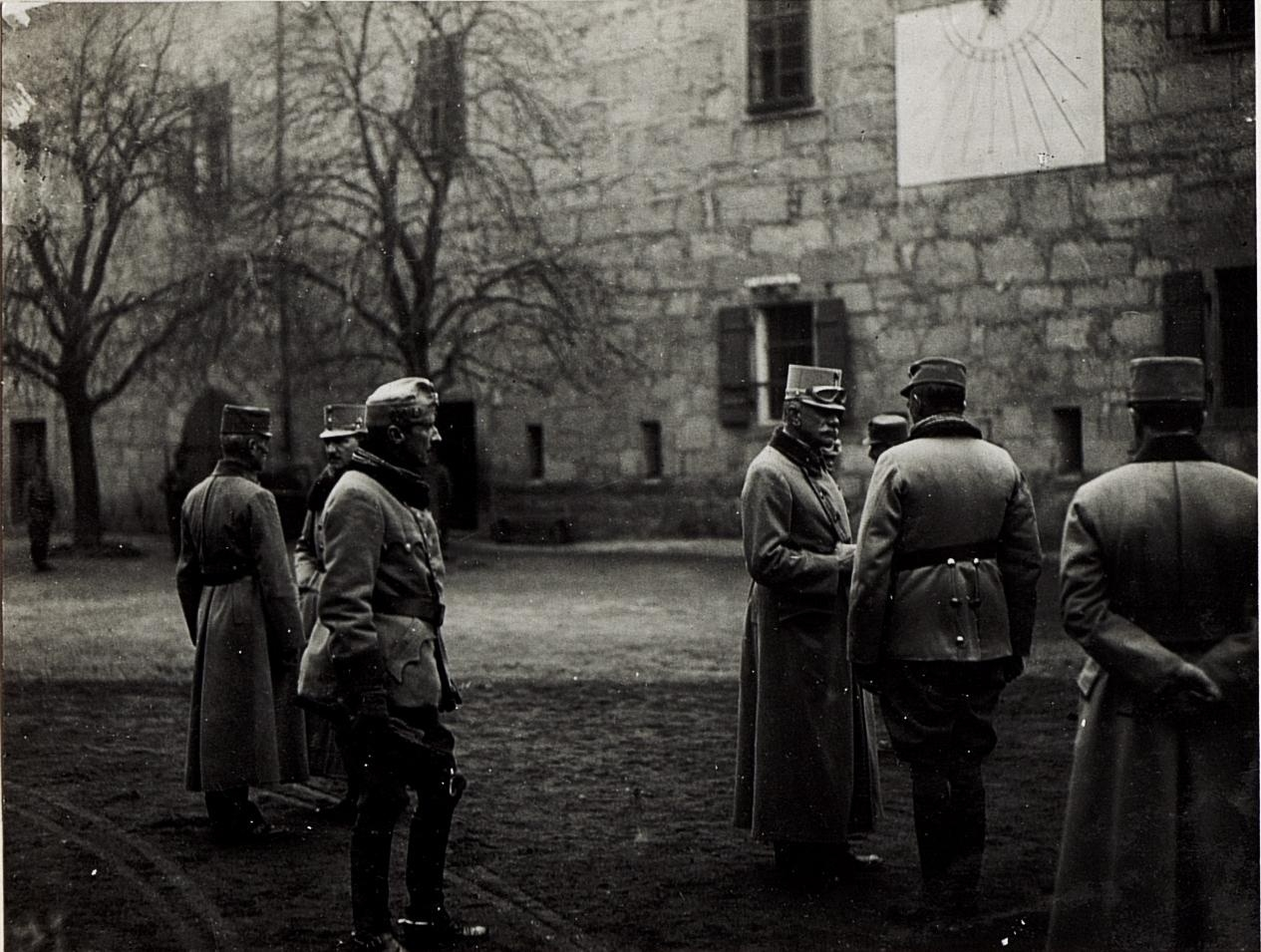
Inspekce 1914
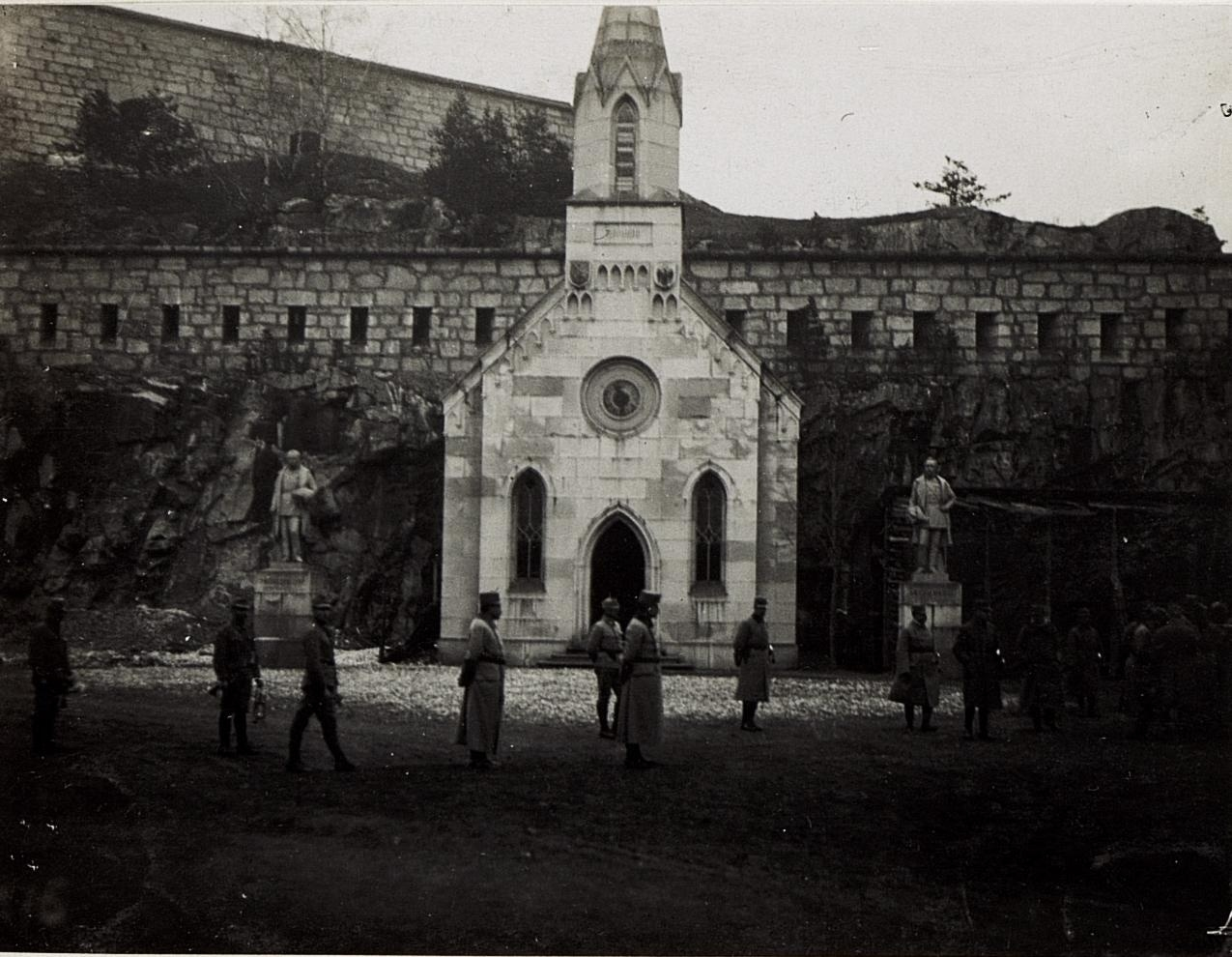
Příprava na mši
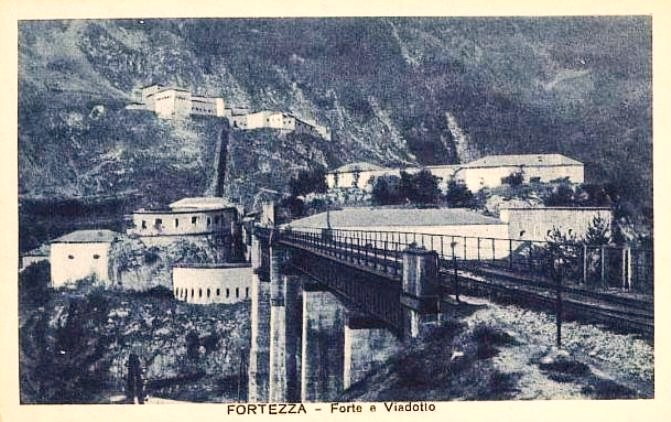
V letech mezi válkami

Náročný projekt však spotřebovával investice rychleji oproti předpokladům, přesto však i při jejich postupném úbytku se v pracích pokračovalo. Inaugurace se dočkal Františkův nástupce Ferdinand I., který spolu s trentinským knížetem, biskupem Galurou pevnost v srpnu 1838 pokřtil „Franzen Feste“. Podle legendy nezkušený vládce Ferdinand I. očekával stavbu ze stříbra. Materiálovou náročnost lze přepočítat na 55 milionu EUR, přičemž náklady na lidské zdroje by byly v současnosti řádově vyšší.

## Popis

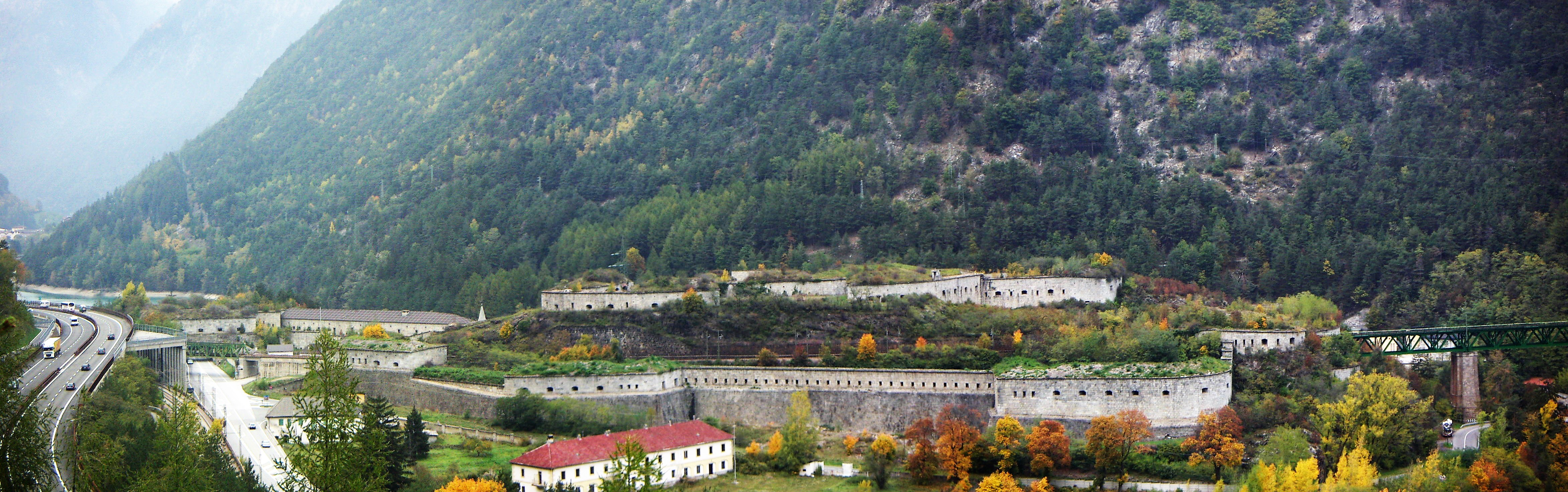
Dolní pevnost s dálnicí Verona - Innsbruck. Vpravo železniční most Pusterské dráhy míří přes kaňon Isarca mezi zdi pevnosti.

Gigantické dílo o stavební ploše 65 000 m2 sestávalo ze dvou částí. První pevnost se nalézala na plošině na pravém břehu 60 m hlubokého kaňonu řeky Isarco. Na jejím nádvoří byl v roce 1845 vystaven novogotický kostelík pro sloužení mší za stráže. Po obou stranách kostela byly umístěny sochy maršálů Heinricha von Hesse a Josefa Václava Radeckého z Radče.
Druhá část pevnosti byla vybudována 90 m nad pevností dolní na pravém svahu údolí. Obě tvrze byly spojeny pro případ ústupu krytým schodištěm se 452 schody, které bylo zasypáno hlínou.

## Historie provozu
Peníze na vybavení vojenskou technikou už nebyly schváleny. Jen ve válečných stavech v letech 1848, 1859 a 1866 zde bylo na krátkou dobu umístěno menší množství děl. Původně plánovaná dělostřelecká pevnost s 90 děly největších kalibrů byla degradována na zbrojnici a prachárnu. Děl bylo potřeba daleko na jih a obrovská pevnost se ocitla v hlubokém týlu.  
Místo 1100 dělostřelců a pěšáků tvořilo posádku 70 skladníků a členů stráží. V letech první světové války byla ve Franzensfeste zřízena nemocnice. Po postoupení Jižního Tyrolska Itálii v roce 1919 přešla pevnost bez boje do rukou nepřítele.
I v italské armádě pevnost zaujímala stejné postavení. Kovové pásy na střechách staveb, vytvářející Faradayovu klec, dokazují využití pevnosti jako muničního skladu. V roce 1940 byla část propasti nad údolím Isarca zatopena vodní nádrží přehradního jezera Fortezza, které poskytovalo vodu elektrárně Bressanone v Brixenu. Zaplavena byla část spodní pevnosti. V roce 1945 byla část pevnosti nevýrazně poškozena bombardováním. V roce 2003 armáda pevnost opustila.
V roce 2005 byly pořádány první komentované prohlídky. V roce 2008 se po rozsáhlé rekonstrukci areál otevřel široké veřejnosti. V prostorách lze vidět kasematy obložené žulovými kvádry, dřevěné podlahy, důstojnická jídelna s freskami připomíná zašlou slávu stavu důstojníků Habsburské říše. Je možné vyšlapat všechny schody ve spojovací chodbě.
V roce 2013 objekt plně přešel do rukou státu. V roce 2015 byla v pevnosti otevřena stálá výstava o Brennerském úpatním tunelu a v roce 2017 zde vzniklo Jihotyrolské muzeum.

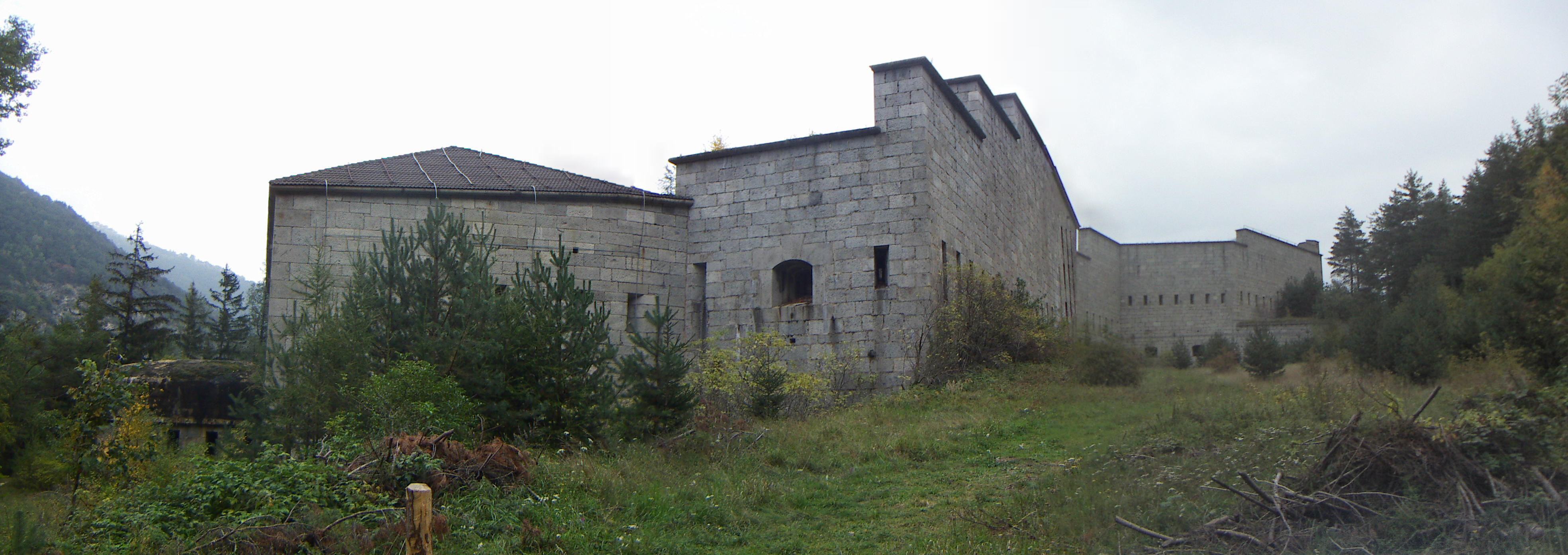
Horní pevnost ze severu

## Obelisk
Uvnitř pevnosti je umístěn žulový obelisk. Jedná se o významný geodetický bod, na kterém Vojenský geodetický ústav ve Vídni vyznačil nadmořskou výšku nad hladinou Jadranu u Terstu 736,4520 metrů. Jedná se o jeden ze sedmi referenčních bodů, od kterých se odvíjela geodetická měření v celé Habsburské říši. Na obelisku je vytesán latinský název, který v překladu zní: Trvalé místo přesného měření nadmořské výšky pomocí evropského teodolitu v Rakousku a Uhersku. Zhotoveno 1839.

## Pevnost a doprava údolím
Projekt počítal s jedním silničním tahem. Časem se pevnost musela vyrovnat s rozvojem železnice. V roce 1867 byl realizován poslední úsek trati mezi Bolzanem a Innsbruckem. Tehdy si železnice našla cestu na svahu mezi oběma pevnostmi. Po čtyřech letech byla také postavena trať Pusterským údolím. Na žádost armády tato trať vede středem dolní pevnosti pro případ, že nepřítel Pusterským údolím pronikne. V sedmdesátých letech 20. století si mezinárodní dálnice Verona – Innsbruck našla cestu pod Brennerskou železnicí. Místní silnice prochází dolní pevností a kříží se zde s Pusterskou železnicí.

## Zlatý poklad
Benitto Mussolini se rozhodl odeslat zlaté rezervy Italské banky do Berlína za účelem podpory „konečného vítězství“. Dne 16. prosince 1943 přivezly obrněné vlaky 127,5 tun zlata do pevnosti Franzenfeste. Zlato bylo v podobě slitků a mincí umístěno v zapečetěných sudech a bednách a uloženo ve skalní štole. Na základě současné ceny ryzího zlata (2020) lze poklad vyjádřit hodnotou přes 4 miliardy eur. O několik měsíců později z pevnosti vyrazily tři konvoje, 29. února 1944 konvoj s 55 tunami na Říšské ministerstvo zahraničí v Berlíně, 19. dubna 1944 konvoj s 23,5 tunami do švýcarské banky v Bernu a 21. října 1944 konvoj do Berlína, obsahující 24 tun. Celkem tedy 102,5 tuny zlata. 17. května 1945 obsadila bez jediného výstřelu pevnost americká armáda a bylo nalezeno zbývajících 25 tun zlata. Významná část dokumentace o osudu 79 tun odeslaných do Německa se ve válečné vřavě ztratila a dohledání dokumentů i zlata trvalo desetiletí. Části pokladu byly nalezeny na různých místech v Německu a Rakousku, největší v potašovém dole v Durynsku. Třebaže konečná bilance pohybu italského zlata v současnosti nevykazuje ztráty, legendy o zlatě z pevnosti nekončí a vzhledem k reálné možnosti padělání dokumentů a podezřelým dějinám opatrného odtajňování ani končit nebudou.

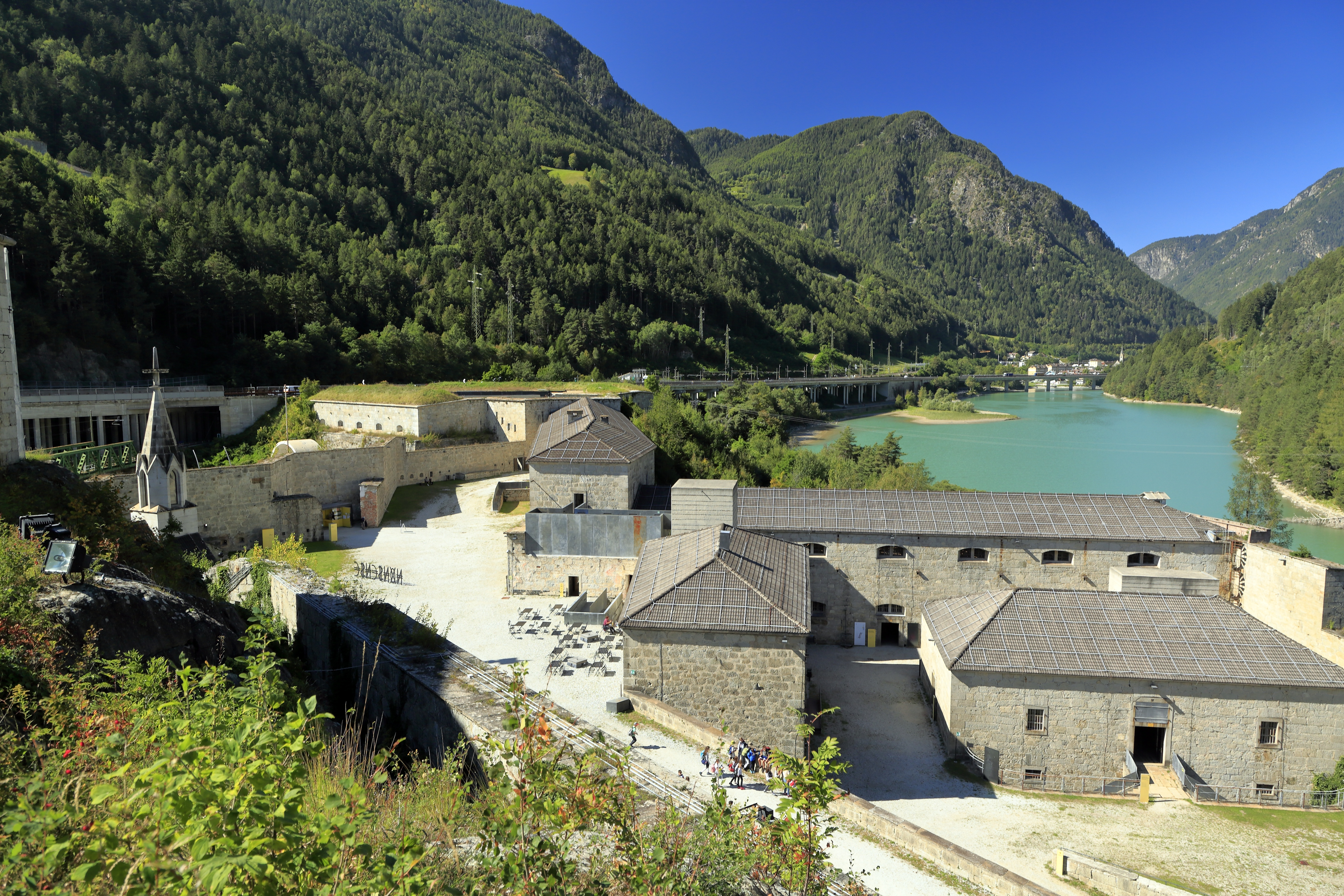
Pohled ze střechy dolní pevnosti
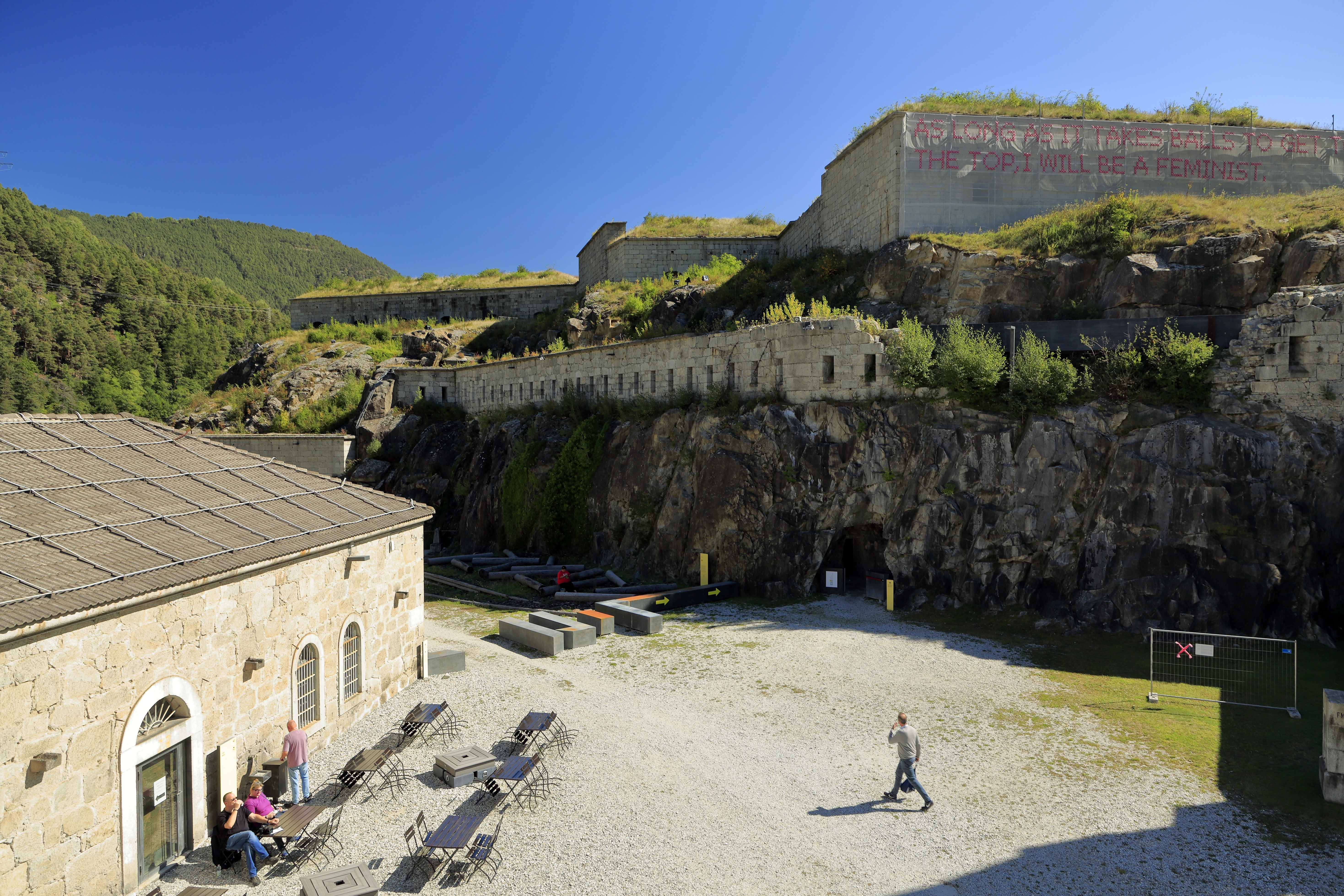
Nádvoří dolní pevnosti
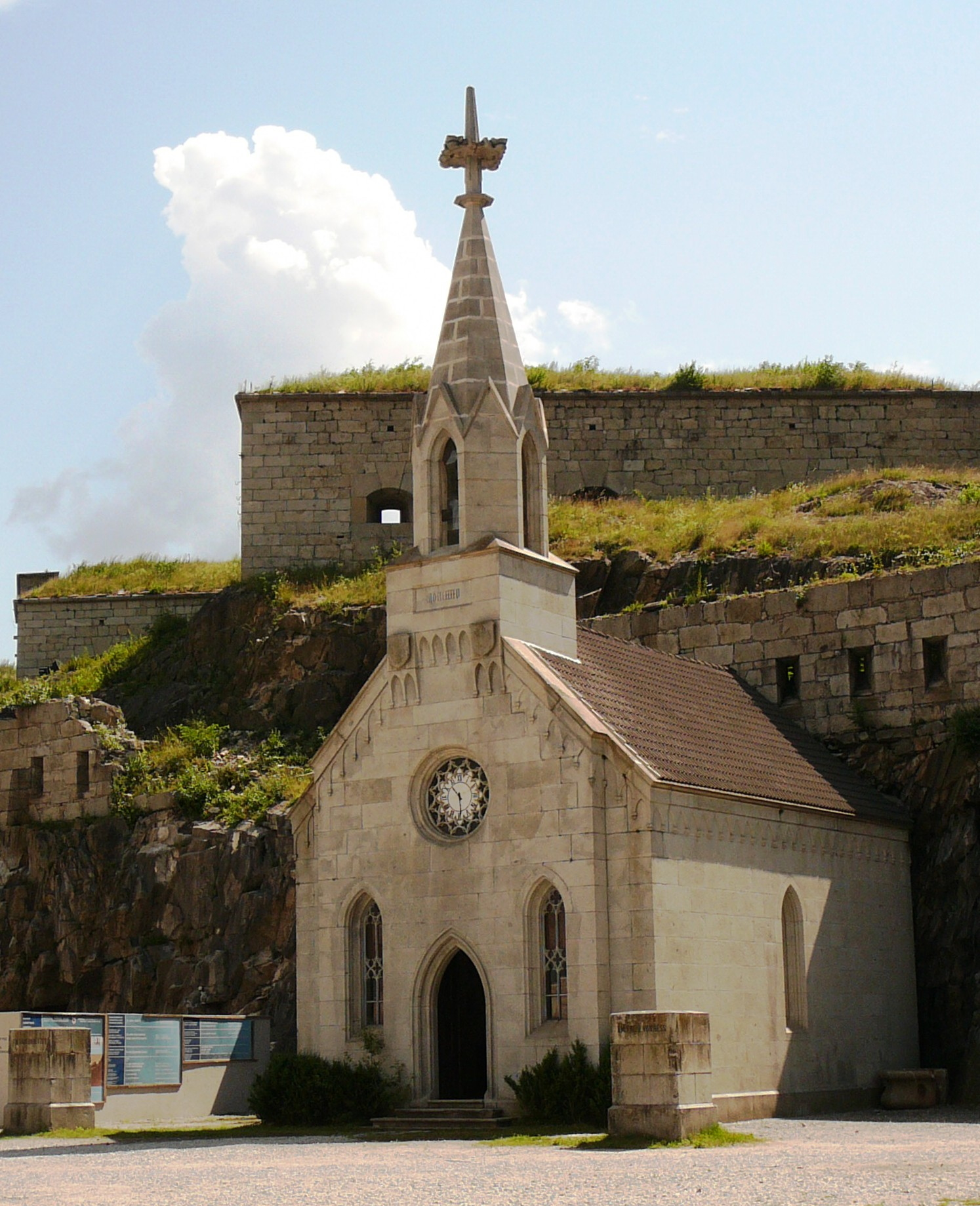
Zeď vlevo vedle kostela poškozena bombou
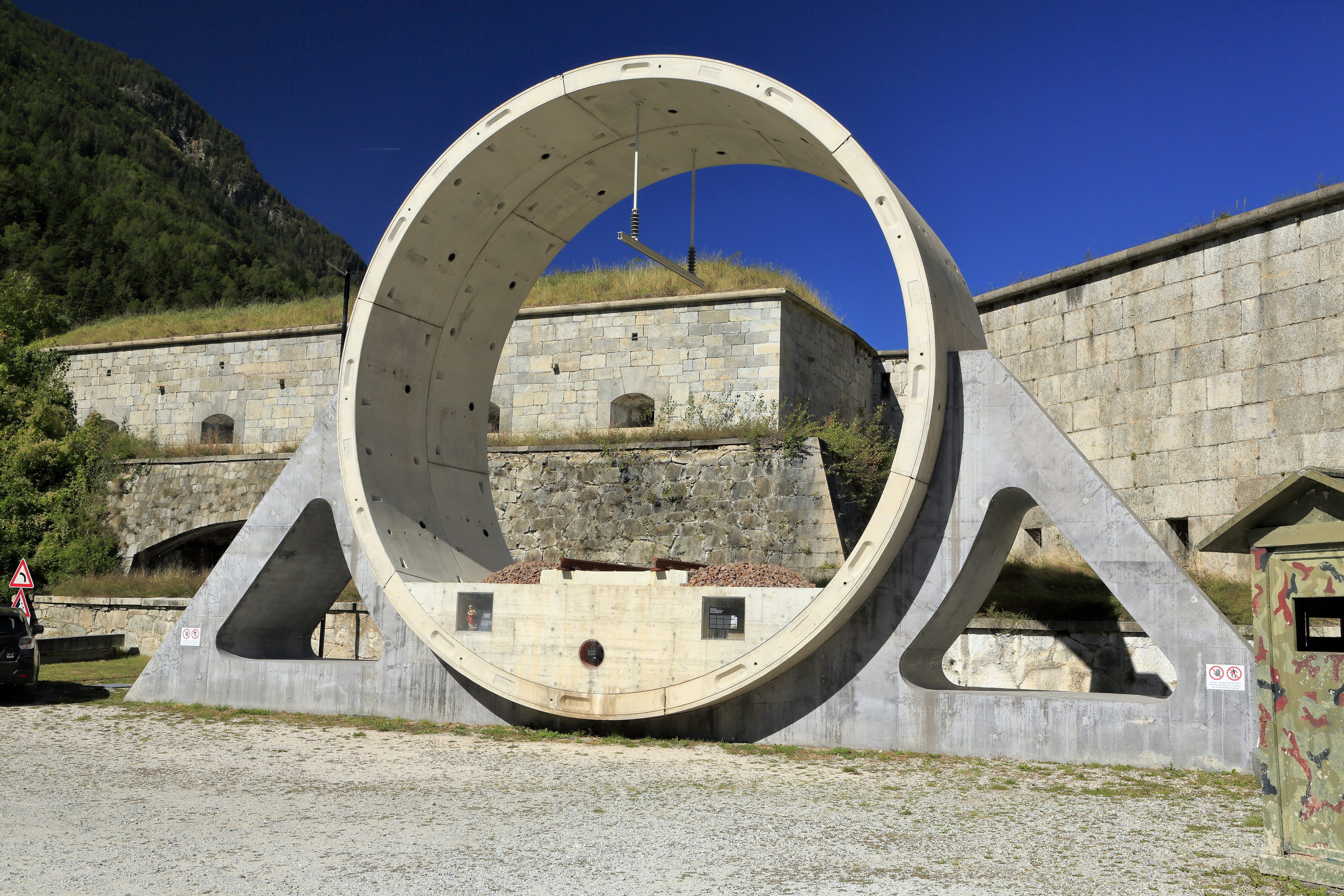
Prstenec Úpatního tunelu na nádvoří
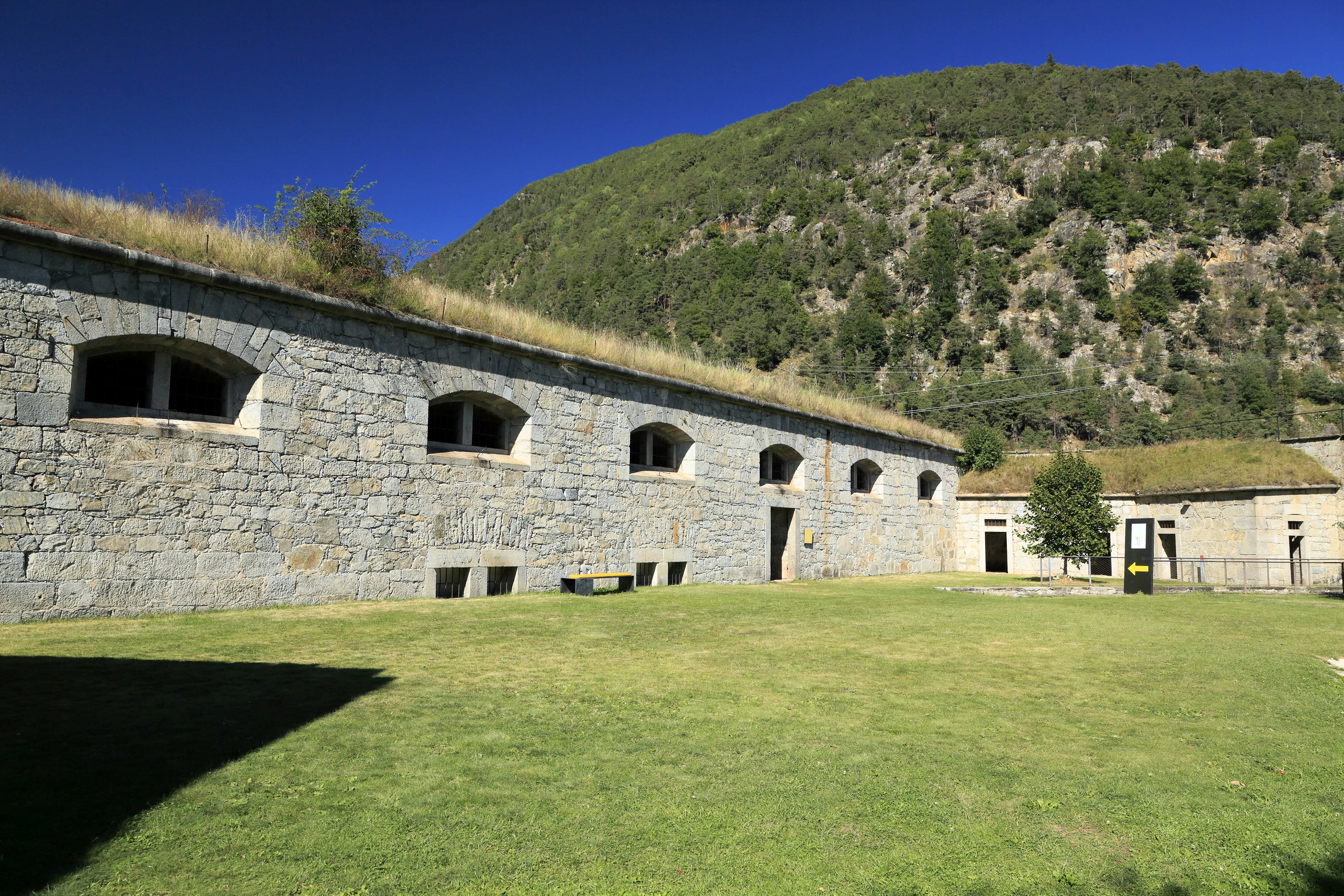
Zeleň nádvoří i střech
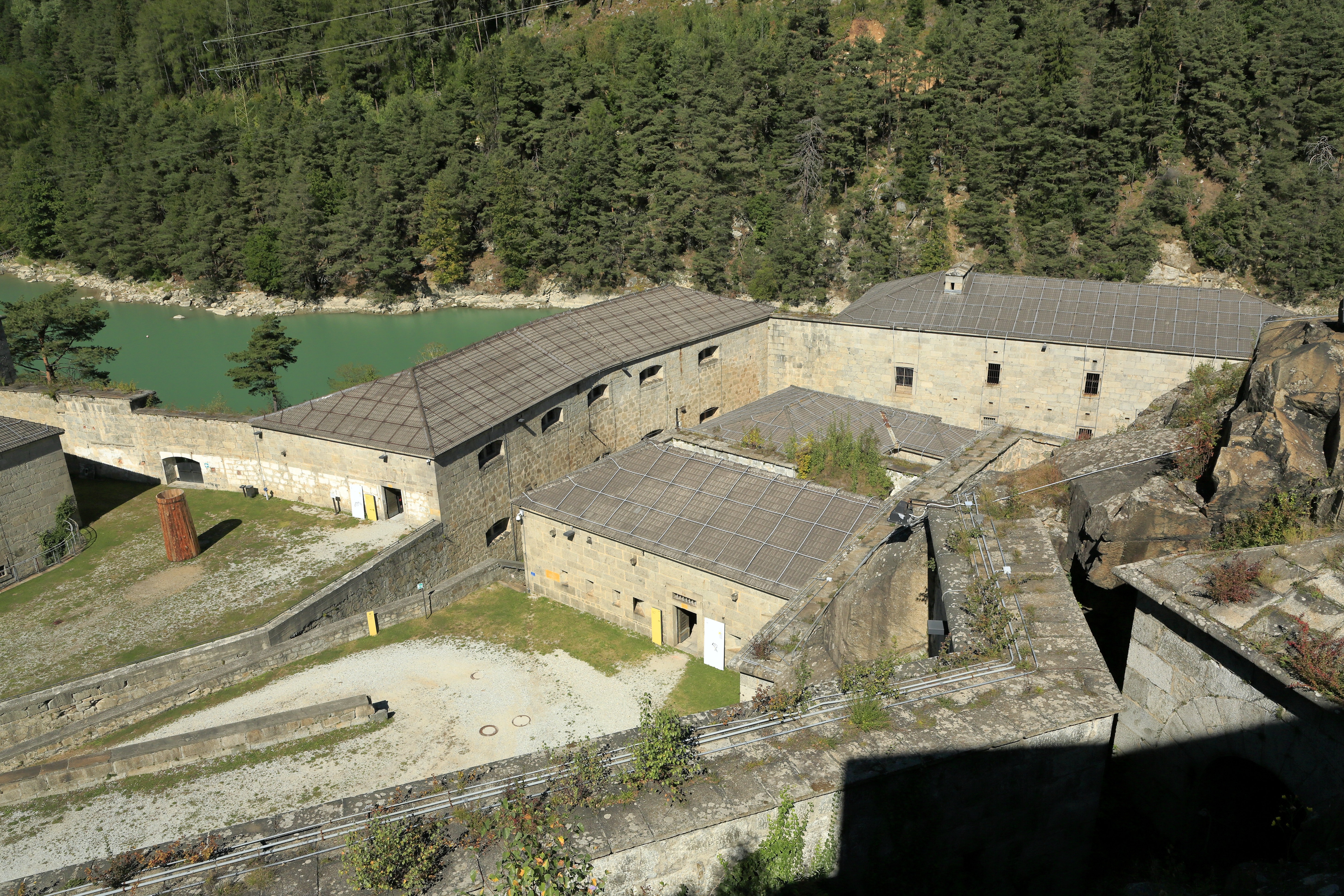
Zaplavovaná část
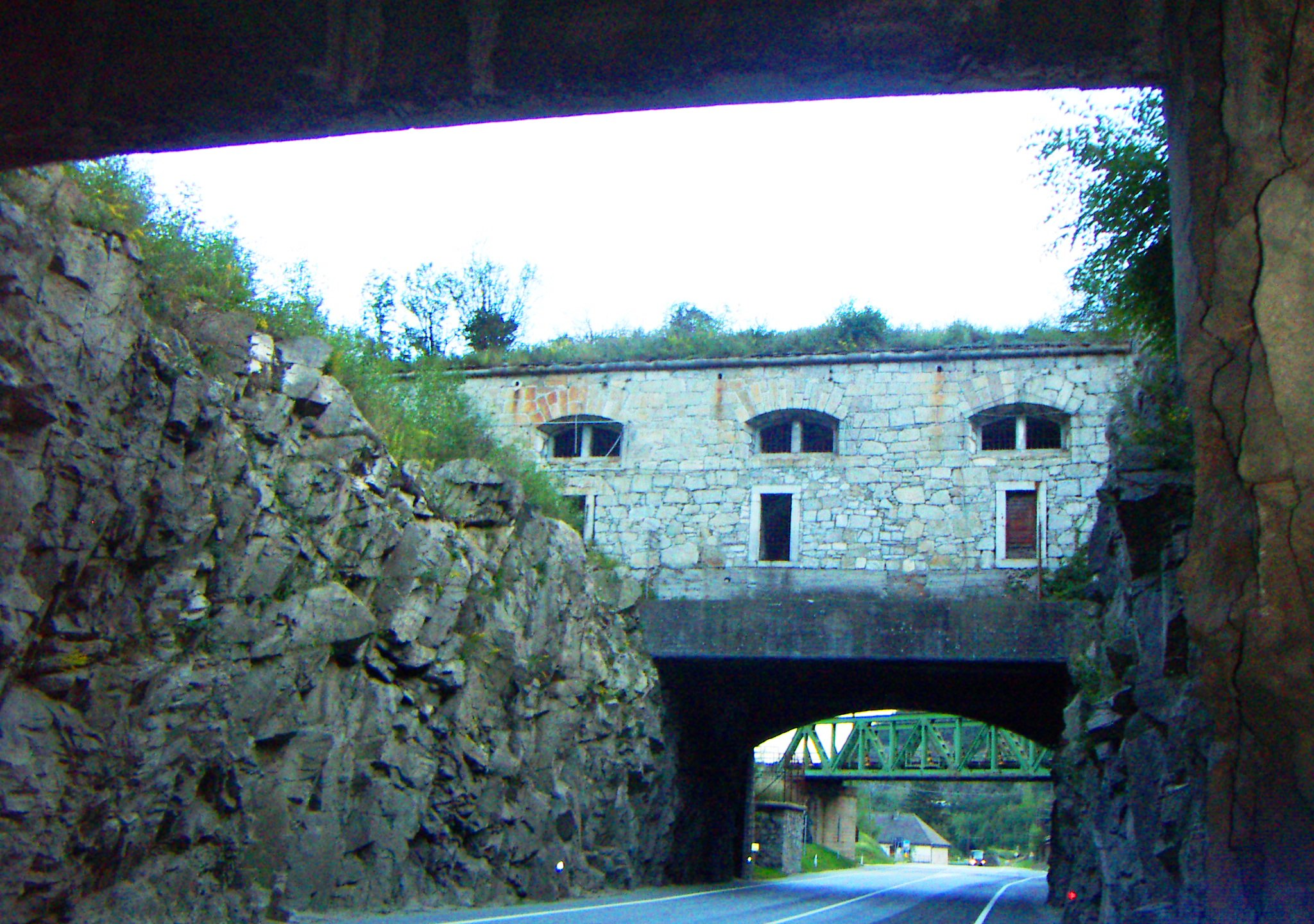
Křížení silnice a železnice v dolní pevnosti
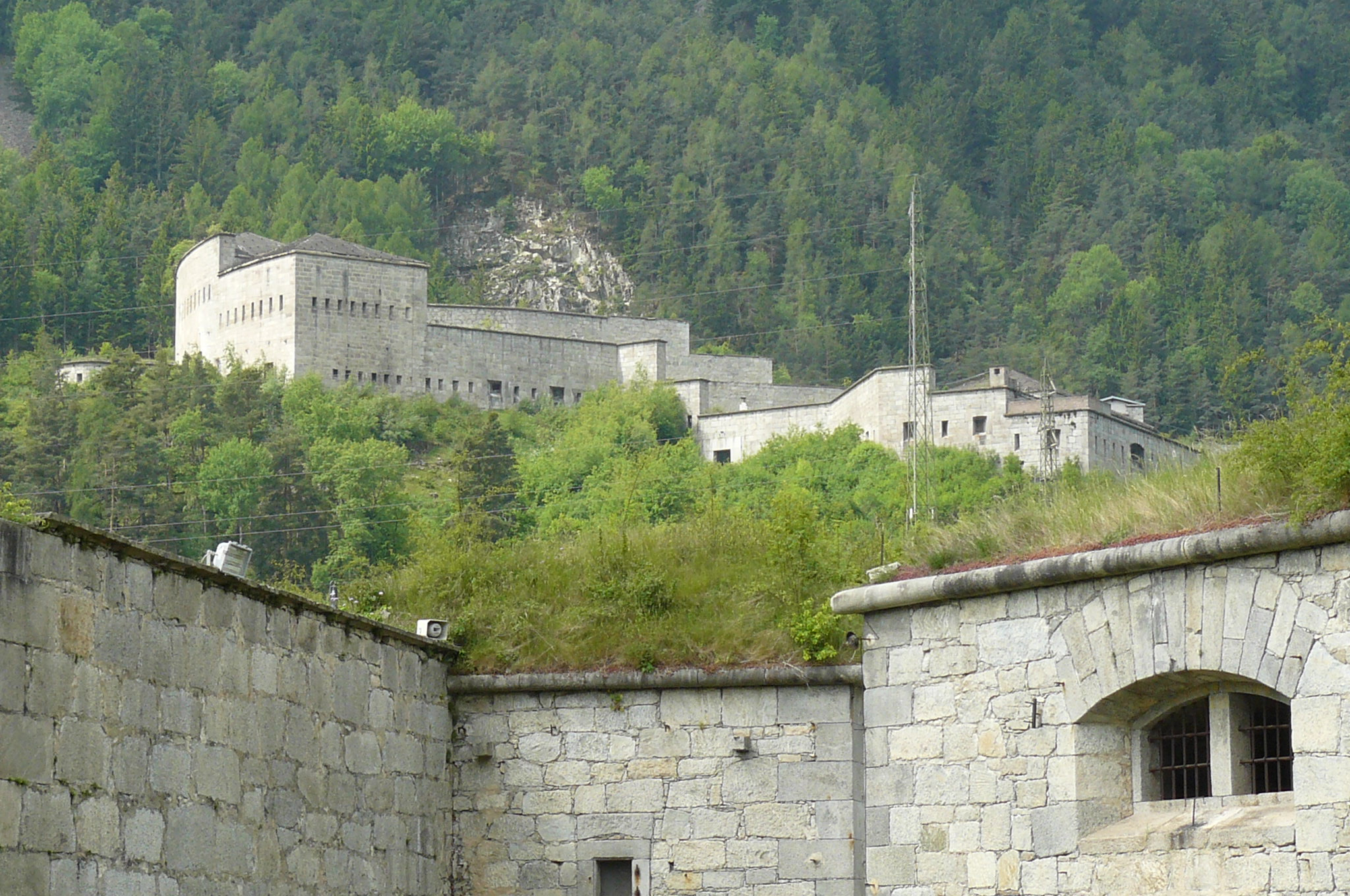
Pohled na horní pevnost z dolní tvrze
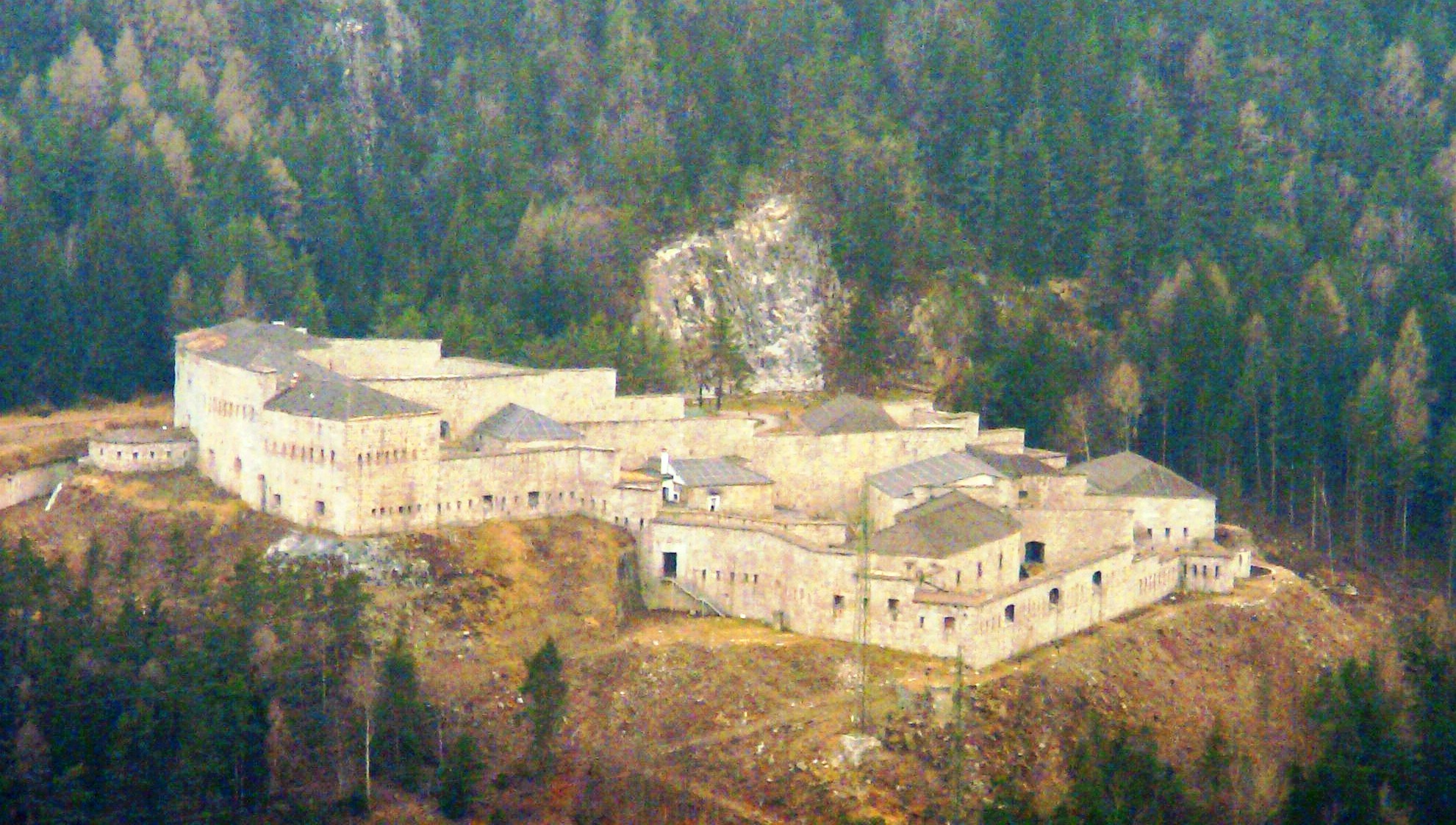
Horní pevnost
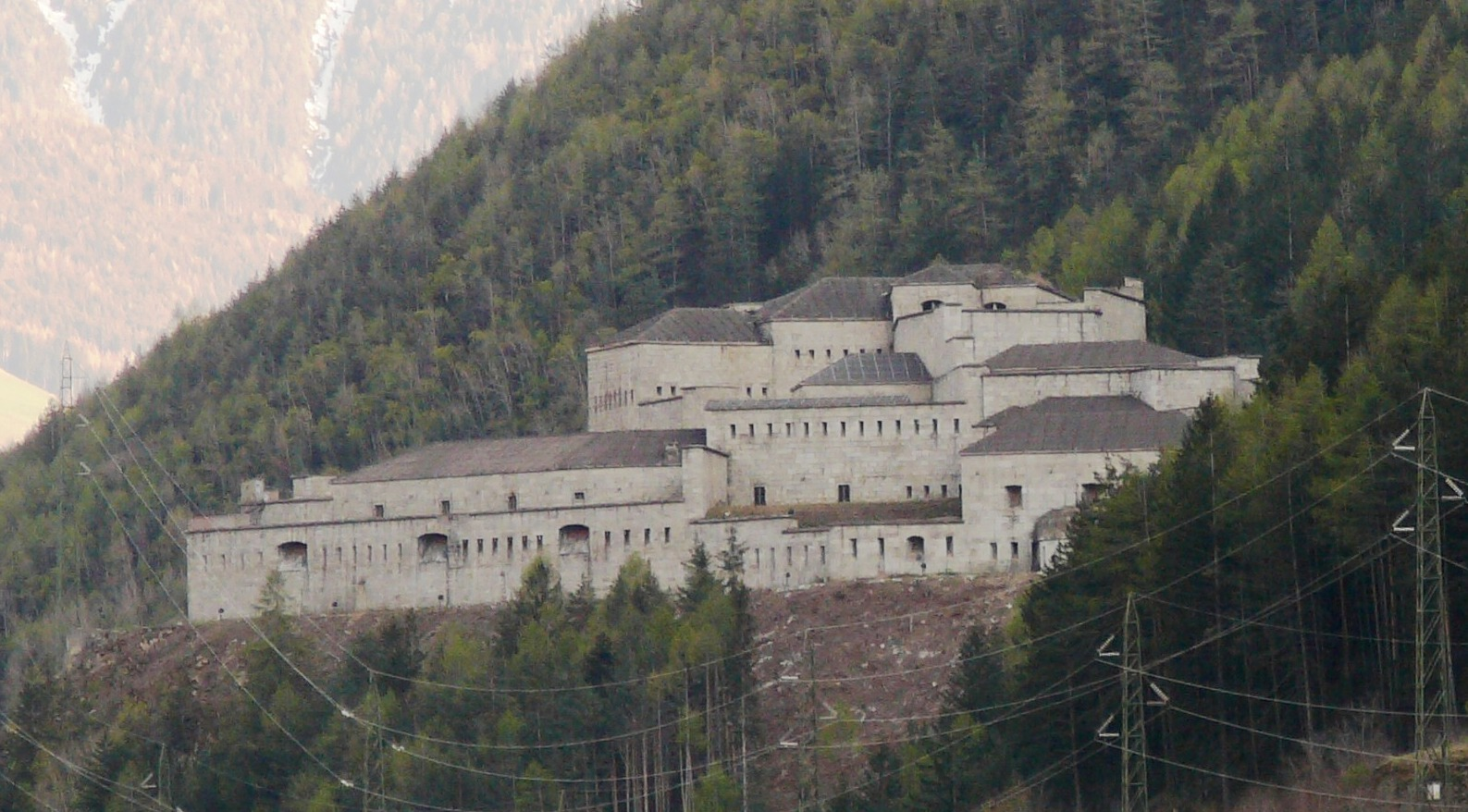
Horní pevnost od sídla Fortezza
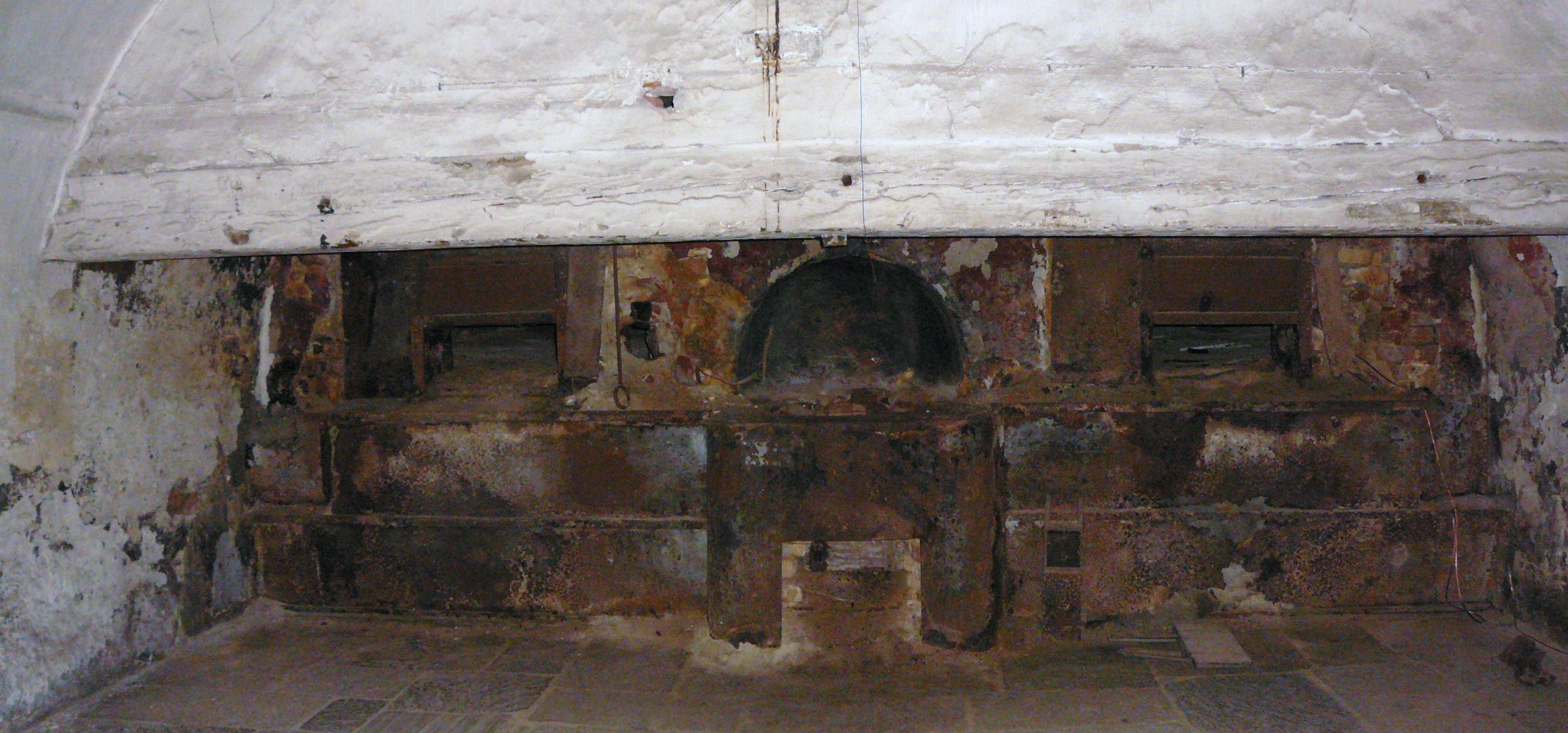
Pekárna najednou upekla až 500 rohlíků
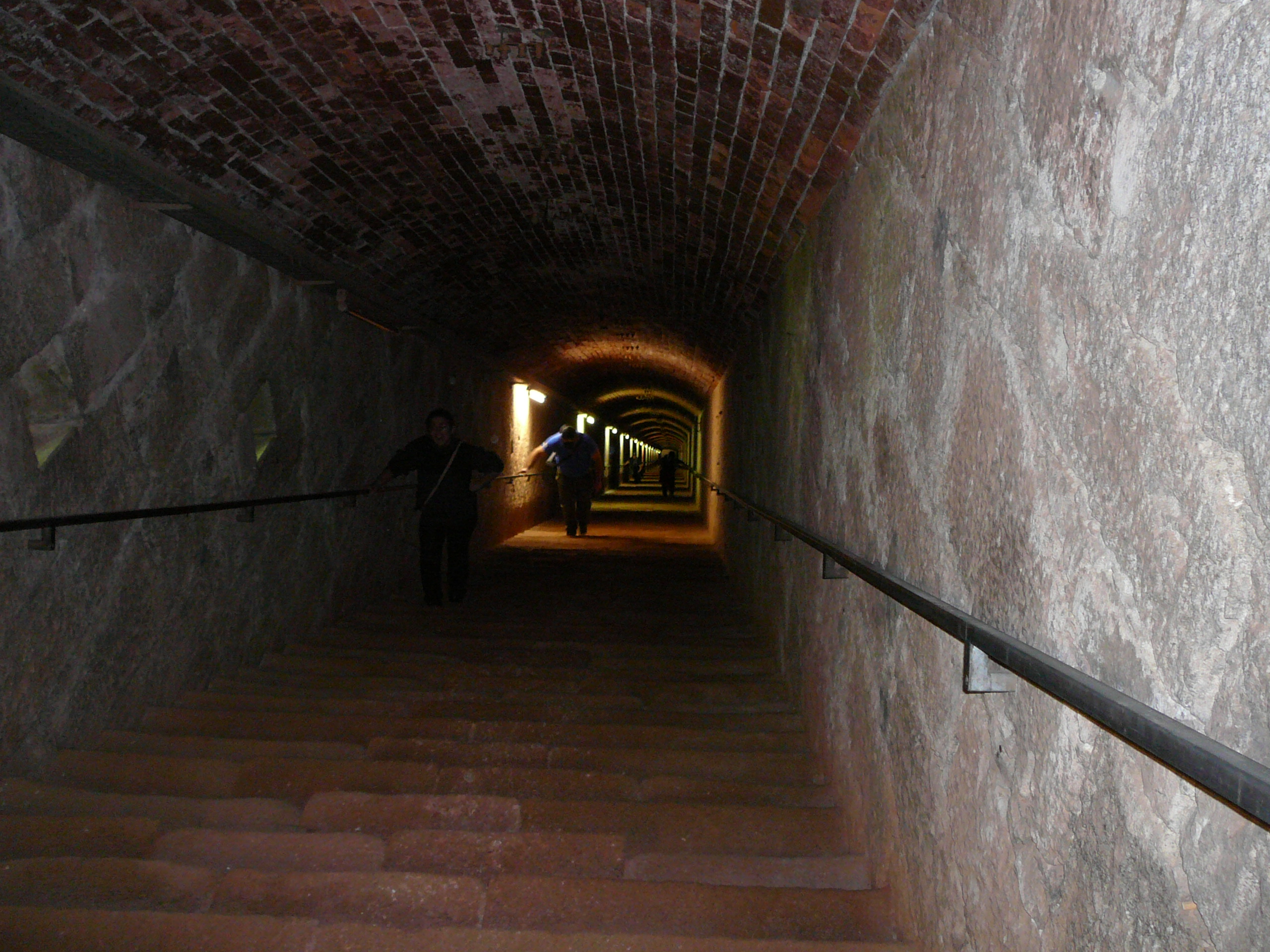
452 schodů